# Ochthebius khuzestanicus
Ochthebius khuzestanicus är en skalbaggsart som beskrevs av Ferro 1982. Ochthebius khuzestanicus ingår i släktet Ochthebius och familjen vattenbrynsbaggar. Inga underarter finns listade i Catalogue of Life.